# العلاقات العمانية اللبنانية
العلاقات العمانية اللبنانية هي العلاقات الثنائية التي تجمع بين سلطنة عمان ولبنان.

## مقارنة بين البلدين
هذه مقارنة عامة ومرجعية للدولتين:
| وجه المقارنة                                              | سلطنة عمان    | لبنان                                                                |
| --------------------------------------------------------- | ------------- | -------------------------------------------------------------------- |
| المساحة (كم2)                                             | 309.50 ألف    | 10.45 ألف                                                            |
| عدد السكان (نسمة)                                         | 4.64 مليون    | 6.10 مليون                                                           |
| الكثافة السكانية (ن./كم²)                                 | 14.99         | 583.73                                                               |
| العاصمة                                                   | مسقط          | بيروت                                                                |
| اللغة الرسمية                                             | اللغة العربية | اللغة العربية، لغة فرنسية                                            |
| العملة                                                    | ريال عماني    | ليرة لبنانية                                                         |
| الناتج المحلي الإجمالي (بليون دولار)                      | 72.64 مليار   | 51.84 مليار                                                          |
| الناتج المحلي الإجمالي (تعادل القوة الشرائية) بليون دولار | 179.49 مليار  | 81.54 مليار                                                          |
| الناتج المحلي الإجمالي الاسمي للفرد دولار أمريكي          | 15.55 ألف     | 8.05 ألف                                                             |
| الناتج المحلي الإجمالي للفرد دولار أمريكي                 | 38.63 ألف     | 17.46 ألف                                                            |
| مؤشر التنمية البشرية                                      | 0.793         | 0.769                                                                |
| رمز المكالمات الدولي                                      | +968          | +961                                                                 |
| رمز الإنترنت                                              | عمان          | .lb                                                                  |
| المنطقة الزمنية                                           | ت ع م+04:00   | ت ع م+02:00، ت ع م+03:00، توقيت شرق أوروبا، توقيت شرق أوروبا الصيفي ‏ |

## منظمات دولية مشتركة
يشترك البلدان في عضوية مجموعة من المنظمات الدولية، منها:
| علم المنظمة | اسم المنظمة                                 | تاريخ انضمام سلطنة عمان | تاريخ انضمام لبنان |
| ----------- | ------------------------------------------- | ----------------------- | ------------------ |
|             | وكالة ضمان الاستثمار متعدد الأطراف          | 1989                    | 19 أكتوبر 1994     |
|             | الأمم المتحدة                               | 7 أكتوبر 1971           | 24 أكتوبر 1945     |
|             | جامعة الدول العربية                         | 1971                    | 22 مارس 1945       |
|             | صندوق النقد العربي                          | ?                       | ?                  |
|             | منظمة التعاون الإسلامي                      | 1970                    | ?                  |
|             | منظمة حظر الأسلحة الكيميائية                | ?                       | ?                  |
|             | منظمة الشرطة الجنائية الدولية               | ?                       | ?                  |
|             | الصندوق العربي للإنماء الاقتصادي والاجتماعي | ?                       | ?                  |
|             | مؤسسة التنمية الدولية                       | 1973                    | 10 أبريل 1962      |
|             | يونسكو                                      | 10 فبراير 1972          | 4 نوفمبر 1946      |
|             | الاتحاد البريدي العالمي                     | ?                       | ?                  |
|             | البنك الدولي للإنشاء والتعمير               | 1971                    | 14 أبريل 1947      |
|             | المصرف العربي للتنمية الاقتصادية في أفريقيا | ?                       | ?                  |
|             | الاتحاد الدولي للاتصالات                    | 28 أبريل 1972           | 12 يناير 1924      |
|             | مؤسسة التمويل الدولية                       | 1973                    | 28 ديسمبر 1956     |
|             | المركز الدولي لتسوية المنازعات الاستشارية   | 1995                    | 25 أبريل 2003      |

## أعلام
هذه قائمة لبعض الشخصيات التي تربطها علاقات بالبلدين:
- عفيف أيوب (دبلوماسي لبناني، 31 أغسطس 1953 – )

## وصلات خارجية
- موقع وزارة الخارجية العمانية